# Зоря — Машпроект
Науково-виробничий комплекс газотурбобудування «Зоря» — «Машпроект» — українське державне підприємство.
Розробляє і виготовляє газотурбінні двигуни і установки для морських суден, стаціонарні та мобільні газотурбінні електростанції, приводи газоперекачувальних агрегатів магістральних газопроводів.
Об'єднує конструкторське відділення, науково-дослідне відділення, експериментальне виробництво, серійний завод і випробувальний комплекс.

## Історія

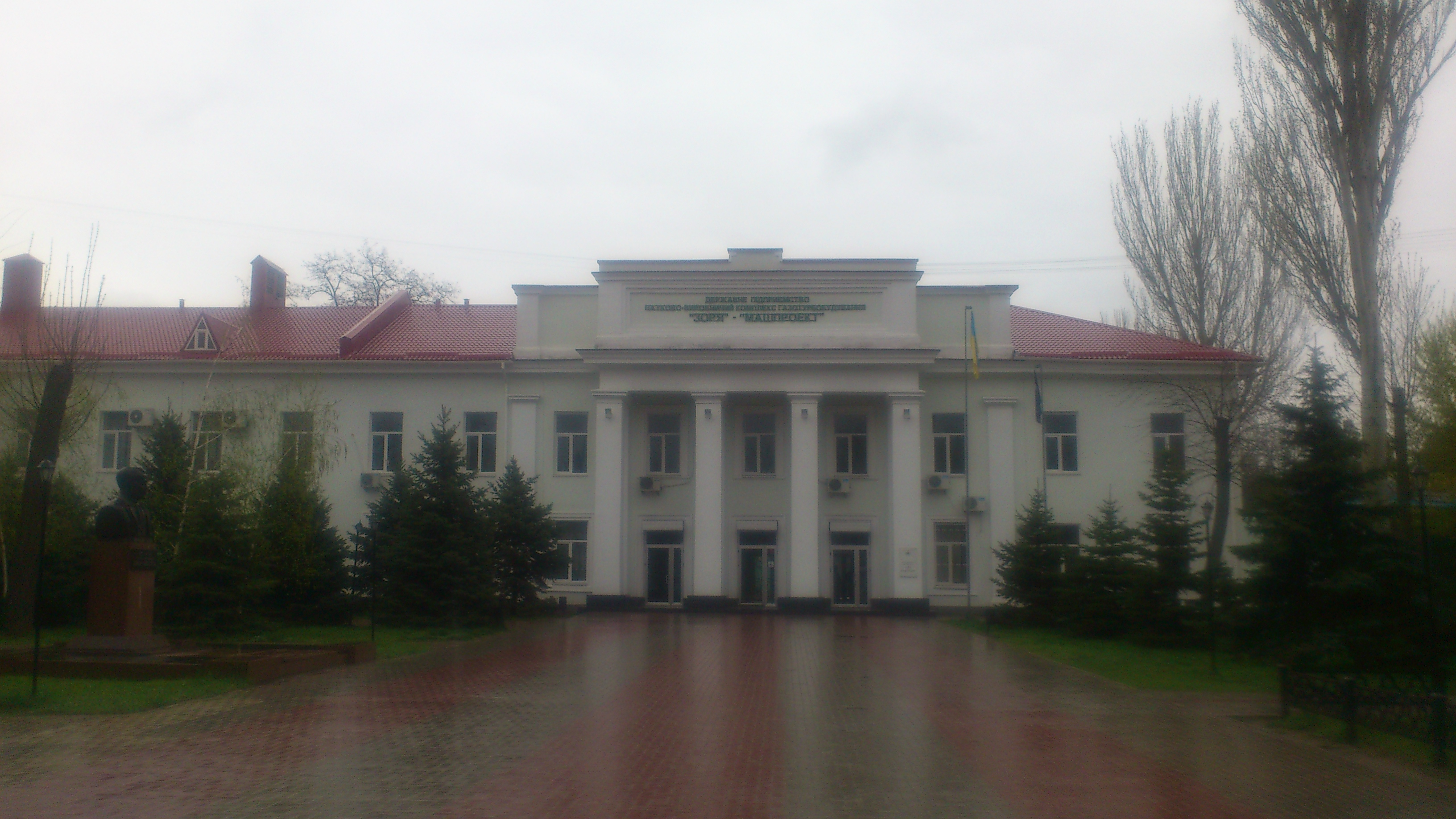
Центральна прохідна заводу

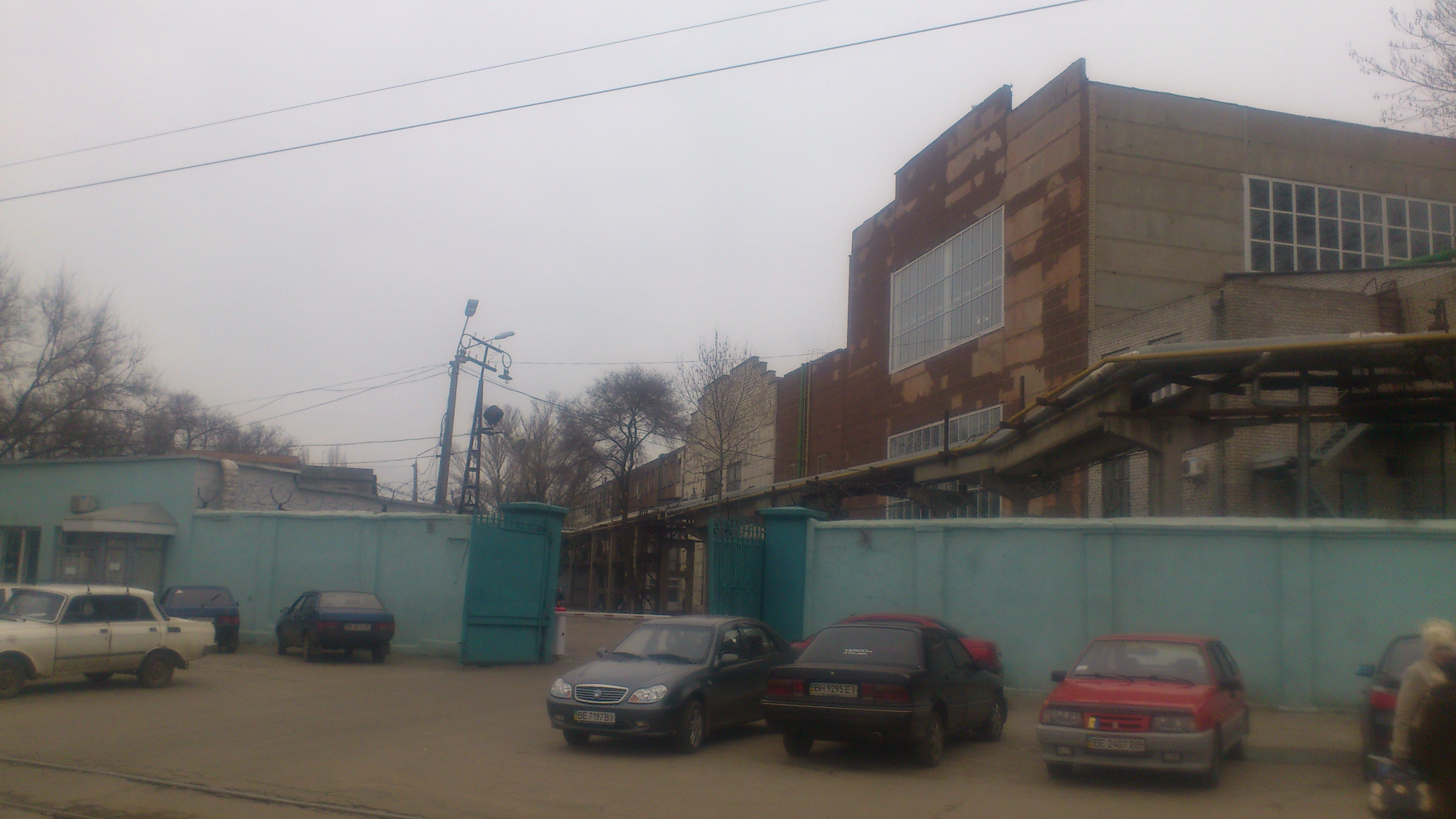
Матеріальні ворота заводу

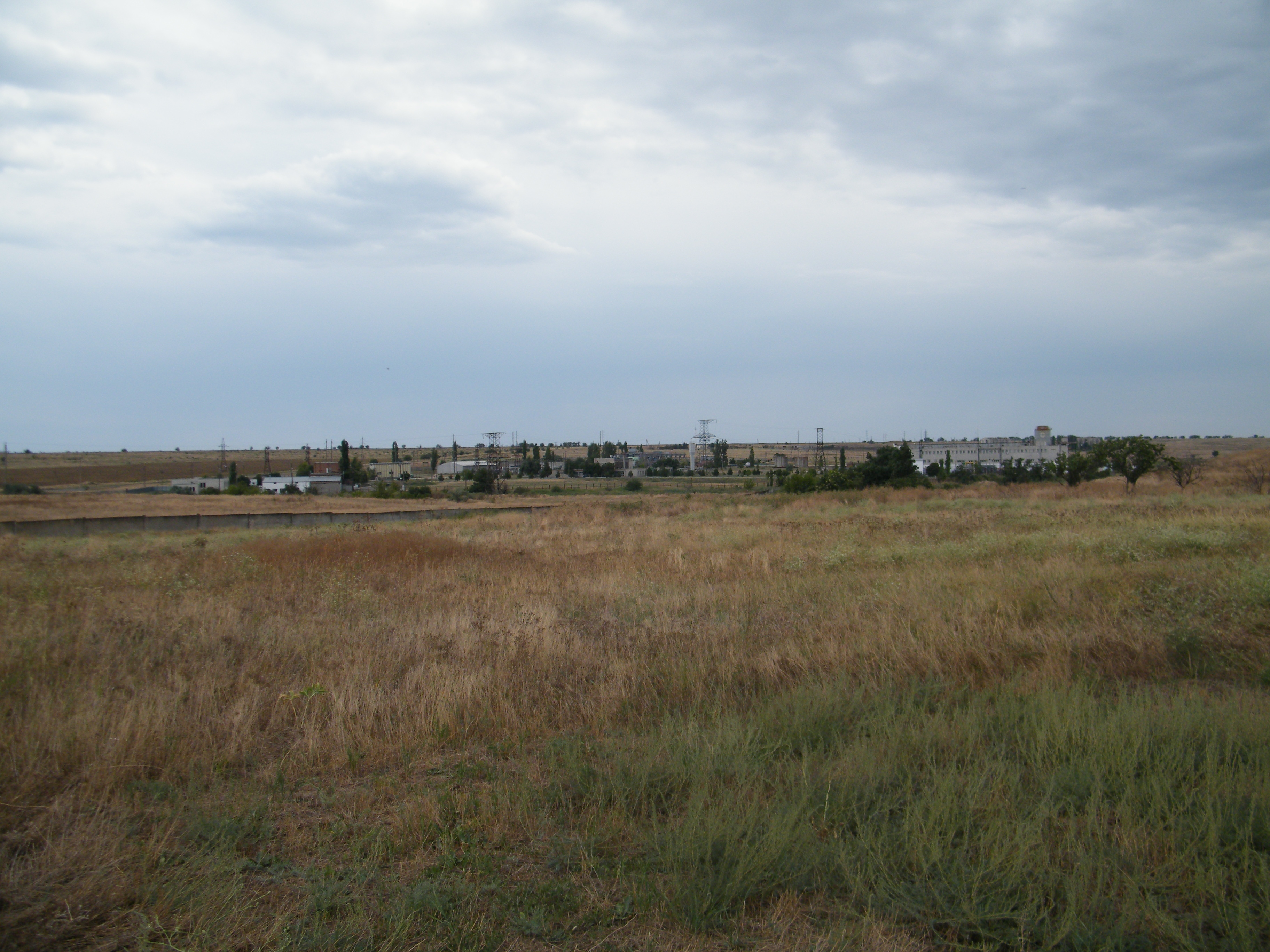
Газотурбінна електростанція для випробувань агрегатів біля села Осетрівка. Тут проходять випробування агрегати, виготовлені на заводі

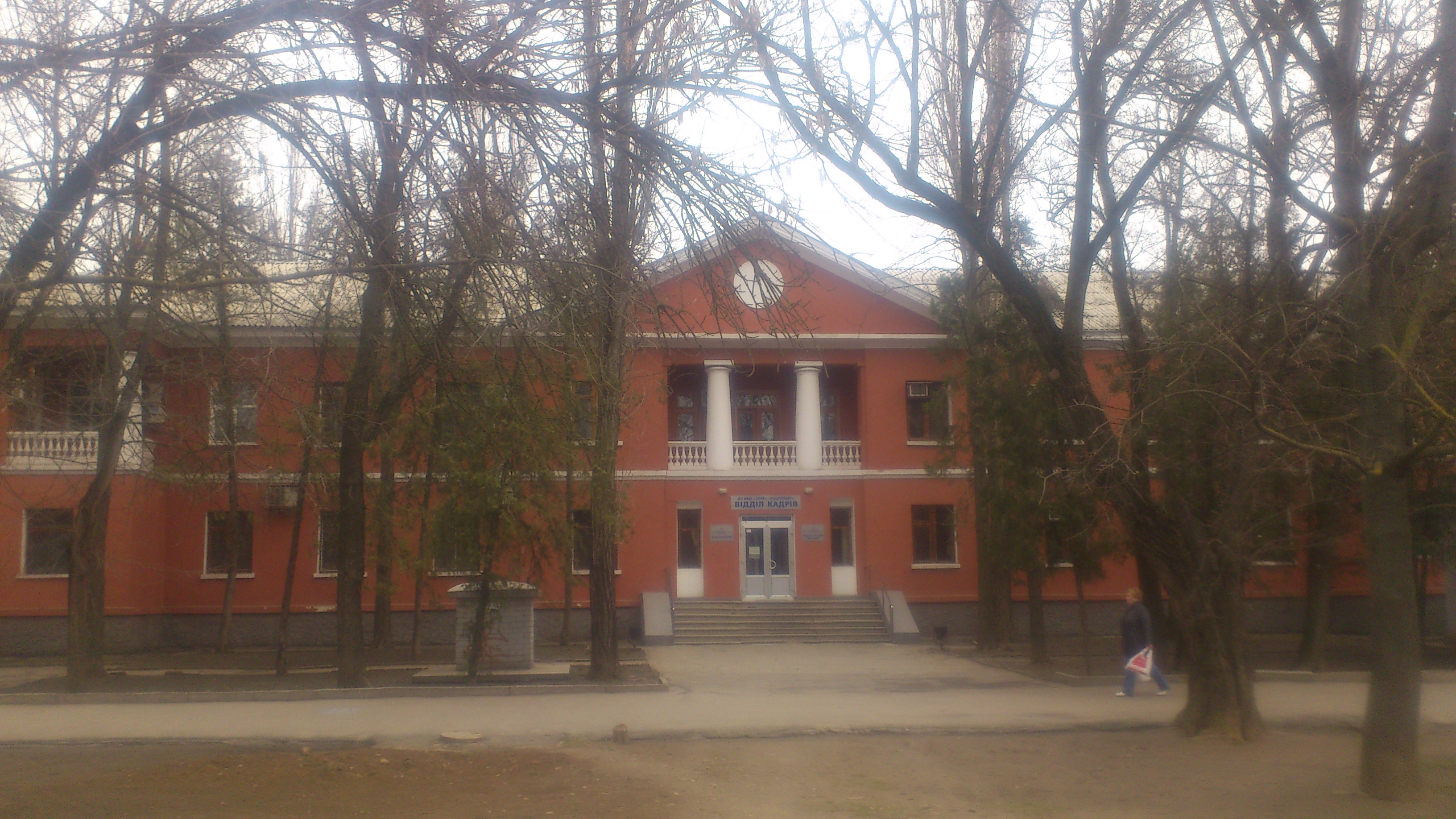
Відділ кадрів заводу

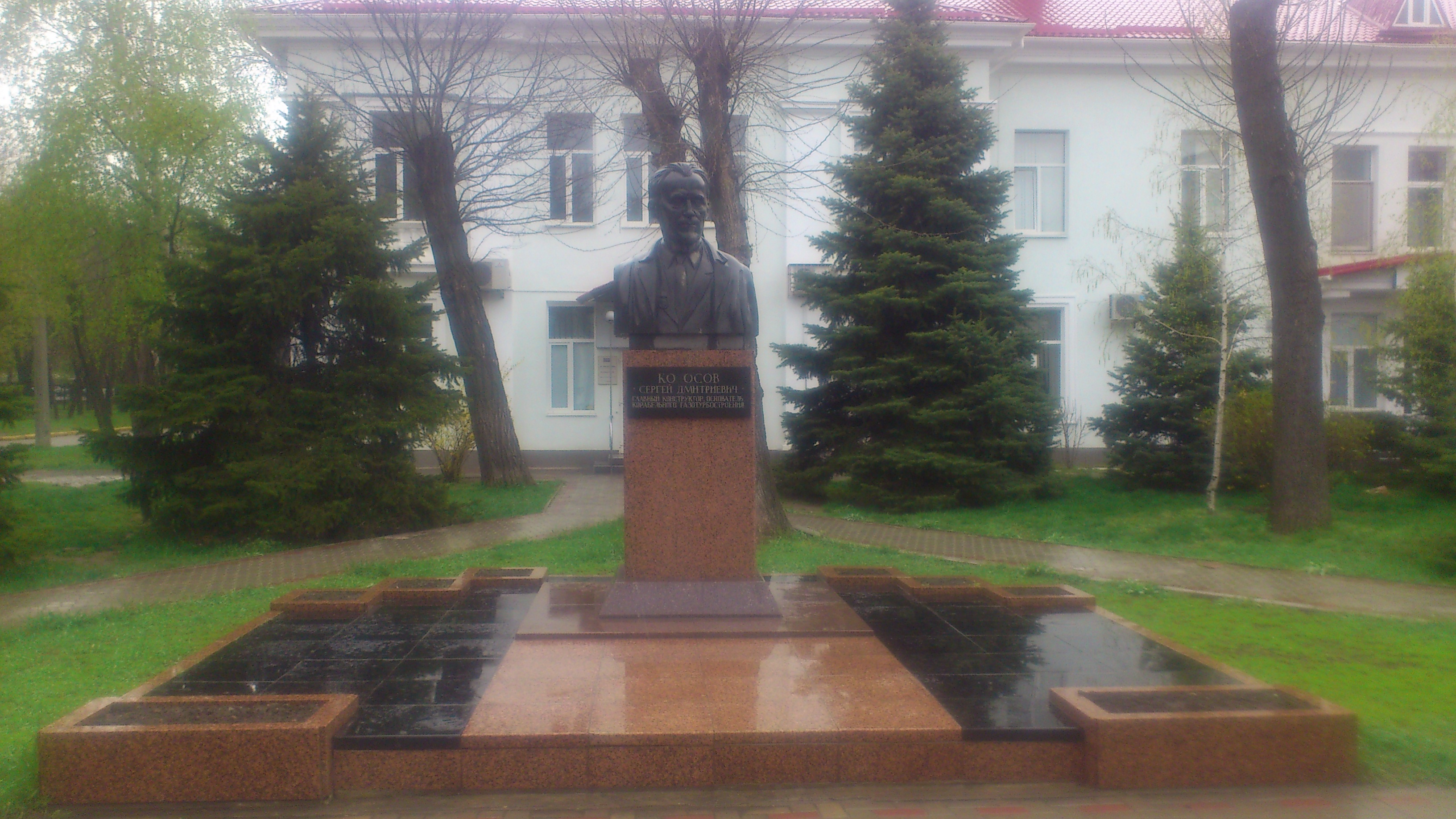
Пам'ятник головному конструкторові Союзного проєктного бюро «Машпроект» Колосову Сергію Дмитровичу

9 липня 1946 року Рада міністрів СРСР прийняла постанову про створення заводу з будівництва судових парових турбін у місті Миколаїв, який мав потужний виробничий потенціал та суднобудівні заводи. Для нового заводу виконком Миколаївської міської ради депутатів трудящих виділив площу на південно-східному передмісті міста. Одночасно з комплексом заводу був запроєктований житловий масив для робітників (див. мікрорайон ПТЗ).
Підготовчі роботи з будівництва почались у березні 1948 року. Протягом п'яти років були введені до експлуатації основні споруди заводу.
У січні 1953 року проведено перший організований набір робітників та інженерно-технічних працівників.
17 жовтня 1953 року міністром транспортного і важкого машинобудування був виданий наказ, згідно з яким Південний турбінний завод у місті Миколаїв частково введено в експлуатацію.
Проте освоювати виробництво парових турбін заводу не довелося. Вже у березні 1954 року на заводі за завданням уряду працювала комісія у складі конструкторів і технологів Міністерства авіаційної промисловості для виявлення можливостей виготовлення на заводі газових турбін для суден Військово-морського флоту.
7 травня 1954 року вийшла постанова Ради міністрів СРСР про створення бази для виробництва газотурбінних установок. Відповідно до цієї постанови, міністр важкого машинобудування 18 травня 1954 року видав наказ наступного змісту:
| Ліві лапки | Спеціалізувати Південний турбінний завод Міністерства важкого машинобудування на виробництво дослідних і серійних газотурбінних установок, у першу чергу для суден Військово-Морських Сил. Директору Південного турбінного заводу Чумичеву та в. о. головного інженера Головтурбопрому Березіну організувати на Південному турбінному заводі Міністерства важкого машинобудування спеціальне конструкторське бюро з газотурбінних установок. | Праві лапки |

Головним конструктором був призначений Сергій Дмитрович Колосов, який керував проектуванням першої корабельної газотурбінної установки М1.
У вересні 1956 року почався серійний випуск газотурбінних установок.
З 1956–го по 1958–й роки завод виготовив 34 серійні газотурбінні установки М1.

#### 1954—1964рр. Газотурбінні двигуни і установки першого покоління
У своїй подальшій роботі СКБ ГУ зробило ставку на «легкі» турбіни авіаційної конструкції, простої схеми з підвищеною температурою газів перед турбіною та ступенем підвищення тиску повітря у компресорі. Разом з тим двигуни мали бути спроможні працювати на дизельному пальному, на всіх режимах, бути маневреними і пристосованими до роботи в умовах морського середовища.
Першою суто морською стала газотурбінна установка М2 потужністю 15000 к.с. Двигун установки розроблявся з максимальним урахуванням вимог до корабельної енергетики. Він призначався для протичовнового корабля проєкту 159. У 1957–му році було виготовлено перший зразок ГТУ М2, а у 1959–му установку почали випускати серійно. Перший корабель проєкту 159 почали експлуатувати вже 1960–го року.

#### 1961р. Створення Союзного проєктного бюро «Машпроект»
1957–го року СКБ ГУ розпочало розробку нового газотурбінного агрегату для протичовнових кораблів — газотурбокомпресору ГТК Д2. В процесі роботи над агрегатом виникли складнощі з випуском дослідних зразків — серійне виробництво не було готове до випуску більш складних ГТУ.
Постановою Ради Міністрів УРСР від 12 квітня 1961 року № 530-0046 «Союзне проєктне бюро „Машпроект“» було виділене зі складу заводу у самостійну госпрозрахункову організацію з експериментальними цехами та базою, дослідницькою станцією. «Машпроект» займався розробкою та виготовленням дослідних і головних зразків газотурбінної техніки. Основним серійним виробником цих розробок було «Виробниче об'єднання „Зоря“».

#### 1963р.Перший головний газотурбінний агрегат М3
Рішення застосувати газотурбінну установку в якості головної силової установки було прийняте ще 1957–го року. За технічним завданням на корабель були потрібні два агрегати — кожен потужністю 36000 к.с. Робота по агрегату М3 потребувала вирішення цілої низки питань по системах управління, захисту, контролю амортизації, теплоізоляції та інших.
Перші два агрегати М3, що виготовив ПТЗ «Зоря», було змонтовано на великому протичовновому кораблі проєкту 61. Наприкінці 1962 року успішно пройшли державні випробування корабля на потужності до 0.6 номіналу, а у 1963–му — на повну потужність. Головний корабель проєкту 61 «Комсомолець України» став першим в світі великим газотурбінним кораблем.

#### 1965—1971рр. Розробка ГТД другого покоління
1965-го року СПБ приступило до розробки газотурбінних агрегатів другого покоління. Головними завданнями були: здійснення принципу кількісного регулювання, створення агрегатів з трьох-чотирьох двигунів, підвищення економічності в широкому діапазоні режимів, підвищення ресурсу та надійності, підвищення маневреності, покращення акустичних характеристик.

#### 1969р. Перший корабель з реверсивними ГТД
Роботи над реверсивною газовою турбіною розпочалися ще у 1956 році. Вдалим варіантом стала конструкція з двома клапанами прямого та зворотного обертання, які було розміщено незалежно від соплових апаратів, та робочим колесом з двоярусними робочими лопатками. Випробування підтвердили ефективність нового виду реверса і швидкість його дії — корабель міг розвернутися практично на місці. Перший корабель ВМФ з реверсивними ГТД був введений в експлуатацію у 1969 році. В подальшому конструкторами СПБ було розроблено принципово нові конструкції газового реверса.

#### 1969р. Перше постачання ГТД для електростанцій
1966–го року на замовлення енергетиків розпочалися роботи зі створення газотурбогенераторів на базі суднових турбін для плавучої електростанції «Північне сяйво», а 1969–го — для енергопоїздів. Обидва завдання було успішно вирішено: створено установки ГТГ-1 потужністю 12 тис. кВт для плавучих електростанцій «Північне сяйво» і ГТЕ-4 потужністю 4 тис. кВт для енергопоїздів «Маяк».

#### 1970-ті рр. Розробка ГТД третього покоління
1971 року було поставлено завдання створення єдиного  ряду автоматизованих високоекономічних газотурбінних двигунів ІІІ покоління, спроможних працювати  на кораблях з динамічними принципами підтримки і на водотоннажних кораблях.
За програмою було створено низку газотурбінних двигунів потужністю 5 тис. к.с., 10–12 тис. к.с. та 20–24 тис. к.с. Економічність цих двигунів на 10–15 відсотків вище, вага в 4–5 разів і габарити в 1,5 рази менше, ніж у двигунів другого покоління.

#### 1976р. Перше постачання ГТД для газоперекачувальних агрегатів
До початку 1970-х років ГТД конструкції СПБ «Машпроект» зайняли міцне місце в корабельній енергетиці, а до 1975 року в енергопостачанні віддалених районів країни. Перші пересувні електростанції ПЛЕС «Північне сяйво» і енергопотяги «Маяк» у суворих умовах північних районів показали надійність роботи двигунів.
1976 року було завершено роботи по першому газоперекачувальному агрегату ГПА–10 на базі корабельного двигуна М8Е. Для ГПА було розроблено принципово нову паливнорегулюючу апаратуру, яка забезпечувала подачу газу у двигун і підтримку потрібних обертів газового компресора.

#### Друга половина 1980–х— 1990–ті рр. Розробка ГТД четвертого покоління
1985 року СПБ «Машпроект» приступив до створення двигуна М–80 потужністю 25МВт — першого двигуна четвертого покоління. 1991–го року за завданням ВМФ було розпочато розробку двигуна М-90Ф потужністю 20МВт, а 1992-го–го — на замовлення Укргазпрома приступили до створення чергового двигуна четвертого покоління ДН-70 потужністю 10МВт і с ККД 36 %.
1 січня 1989 року на базі «Союзного проєктного бюро „Машпроект“» було створено «Науково-виробниче об'єднання „Машпроект“». До об'єднання увійшли "СПБ «Машпроект» та «КБ „Енергія“» (у місті Кривий Ріг).
З 1992 року «НВО „Машпроект“» перейшов у підпорядкування Міністерства машинобудування, військо-промислового комплексу і конверсії України (з 1997 року — Міністерство промислової політики України).
У 1993 році на базі об'єднання створено «Науково-виробниче підприємство „Машпроект“».
Наказом Міністерства промислової політики України від 2 листопада 2001 року «Виробниче об'єднання „Зоря“» та «Науково-виробниче об'єднання „Машпроект“» об'єднані в єдине державне підприємство «Науково-виробничий комплекс газотурбобудування „Зоря“ — „Машпроект“».

## Виробництво
Внаслідок анексії Криму та розв'язанні РФ військових дій на сході України у червні 2014 року, український президент П. Порошенко заборонив військово-технічну співпрацю з РФ. Ця заборона зачепила і контракт «Зорі-Машпроекту» на постачання газових турбін для фрегатів проєкту 22350 і 11356, що будувалися на замовлення російського ВМФ. Як відповідь, російським КБ «Алмаз» розроблявся власний проєкт з виробництва газотурбінних енергетичних установок, яке, замість «Зорі-Машпроекту», мало освоїти НВО «Сатурн» (м. Рибінськ).
Взимку 2014 року, «Зоря»-«Машпроект» поставило газотурбінні двигуни для ракетних катерів типу «Блискавка», що знаходяться на озброєнні ВМС Індії. Про це заявив заступник генерального директора «Укроборонпром» Максим Глущенко, повідомила прес-служба концерну. За його словами, обладнання поставлене на виконання контракту від 2013 року. Згідно з договором, індійському замовнику відвантажено першу партію двигунів у кількості чотирьох одиниць. Ще чотири двигуни будуть поставлені у другому кварталі 2014 року.
У квітні 2019 року підприємство розробило та виготовило дослідний зразок газотурбінного двигуна (ГТД) та розпочало його випробування. Він стане основою пропульсивного комплексу перспективних кораблів Військово-морських Сил ЗС України.
Нова турбіна має унікальну конструкцію, що дозволяє її використання у цивільному секторі, як механічний привод компресорів у газотранспортних мережах та як механічний привод електрогенераторів. Її потужність становить — 32 МВт.
12 вересня 2019 року підприємство підписало в Делі декілька контрактів на постачання великого обсягу газотурбінної техніки, що призначається для кораблів різного класу ВМС Індії.
До переліку (номенклатури) постачань, входять газотурбінні двигуни, редуктори, комплекти запасних частин. Крім того, контракти передбачають проведення навчання індійських фахівців з експлуатації газотурбінних установок, а також надання інженерної підтримки. Відвантаження першої партії заплановано на грудень 2019 року, решту мали постачати протягом 2020 року.
У листопаді 2020 року, підприємство поставило до Індії дві новітні турбіни для тамтешнього будованого есмінця.
Восени 2021 року завод отримала замовлення від Індії на силові установки для фрегатів Talwar.

## Розслідування
У вересні 2023 року правоохоронці повідомили колишнім керівникам заводу та директору приватної компанії про підозру у заволодінні коштами заводу на $62 млн. Загалом НАБУ та САП повідомили про підозру чотирьом колишнім директорам підприємства у заволодінні 1,32 млрд грн коштів заводу.

## Генеральні директори

### «Зоря»
- 1949—1950 — Олександр Полуянов[3][15]
- 1951—1957 — Микола Чумичев
- 1957—1961 — Юрій Васил'єв
- 1961—1962 — Іван Базаров
- 1963—1978 — Микола Цибань
- 1978—1986 — Федір Ященко
- 1986–2001 — Володимир Холявко[16]

### «Зоря— Машпроект»
- (2001—2007) — Юрій Бондін[17]
- (2008—2011) — Андрій Хоменко[18]
- (2011—2013) — Геннадій Зайков[19]
- (2013—2014) — Юрій Марковцев
- (квітень–липень 2014) — Юрій Султанський
- (2014—2019) — Костянтин Картошкін
- (2019)  — Микола Тройнич
- (2019—2021) — Денис Гордієнко
- (2021–т.ч.) — Олексій Жуковець

## Головні конструктори
- 1954–1963 — Сергій Колосов[2]
- 1963–1968 — Яков Сорока[2]
- 1968–2001 — Віктор Романов[2]
- 2001–2003 — Анатолій Коваленко[2]
- 2003–2008 — Борис Ісаков[2]
- 2008—2012 — Володимир Спіцин
- 2012—2015 — Борис Ісаков[2]
- 2015—2016 — Володимир Спіцин
- 2016—2021 — Геннадій Литвинов
- 2021—2023 — Геннадій Чорний
- 2023-т.ч - Володимир Миколайович Чобенко